# Vladimir Novikov
Vladimir Novikov född den 4 augusti 1970 i Almata, Kazakstan, är en sovjetisk gymnast.
Han tog OS-guld i lagmångkampen i samband med de olympiska gymnastiktävlingarna 1988 i Seoul.